# Сатс, Алекс
Алекс Сатс (полное имя Александр Йоханнесович Сатс, эст. Aleks Sats; 21 августа 1914, Мариинск, Томская губерния, Российская империя — 15 мая 1992, Вильянди, Эстония) — эстонский и советский театральный деятель, актёр театра и кино, режиссёр, педагог. Заслуженный артист Эстонской ССР (1958). Народный артист Эстонской ССР (1964). Лауреат Премии Советской Эстонии (1970).

## Биография
В 1934—1937 годах обучался в Тартуской театральной студии. С 1937 по 1941 год — актёр Эстонского драматического театра в Таллине, в 1942—1944 года — театра «Ванемуйне» в Тарту.
С 1944 года — режиссёр и актёр театра «Угала» (Ugala) в Вильянди. С 1949 по 1952 год был директором и исполняющим обязанности директора театра «Угала», с 1952 по 1971 год — главный режиссёр театра «Угала», с 1971 по 1979 год — директор. Работал педагогом в учебной театральной студии «Угала». Внёс
большой вклад в воспитание молодых актёров.
Снялся в фильмах «Следы» (1963) и «Им было восемнадцать» (1965, Таллинфильм).
Режиссёрское и актёрское творчество А. Сатса отличается ясностью, точностью изобразительных средств, детальным анализом психологии героев.

## Избранные роли
- доктор Мийлас («Жизнь в цитадели» Якобсона, 1947),
- Мэрфи («Русский вопрос» К. Симонова, 1947),
- Воробьёв («Беспокойная старость» Рахманова, 1948),
- Топаз (о. п. М. Паньоля, 1955),
- Уксенстьерн («Женитьба Мюнхгаузена» Зивертса) и др.

## Избранные театральные постановки
- «Просветитель» Сяргава (1951),
- «Украденное счастье» Франко (1952),
- «Легенда о любви» Хикмета (1954),
- «Хотя и осень» (1957),
- «Девушка Нормунда» (1959),
- «Первый бал Вики» Приеде (1960) ,
- «Домик у моря» С. Цвейга (1958),
- «Гибель „Надежды“» Г. Хейерманса (1959),
- «Женитьба Мюнхгаузена» Зивертса (1962),
- «Укрощение строптивой» Шекспира (1964).